# Tolna meandrica
Tolna meandrica là một loài bướm đêm trong họ Erebidae.